# 皇后县 (爱德华王子岛省)

皇后县

皇后县（英語：Queens County）是位于加拿大爱德华王子岛省中部的一个县。
皇后县于1765年命名，得名于乔治三世的皇后夏洛特皇后（1744－1818）。皇后县的治所位于夏洛特顿，该地也是爱德华王子岛省的首府所在地。

## 基层政区
- 市
  - 夏洛特顿
- 镇
  - 康沃尔
  - 斯特拉特福德
- 居民点
  - 贝尔法斯特
  - 布拉克利
  - 维多利亚